# Holotrichia hainanensis
Holotrichia hainanensis är en skalbaggsart som beskrevs av Zhang 1964. Holotrichia hainanensis ingår i släktet Holotrichia och familjen Melolonthidae. Inga underarter finns listade i Catalogue of Life.